# رسم على الجسد

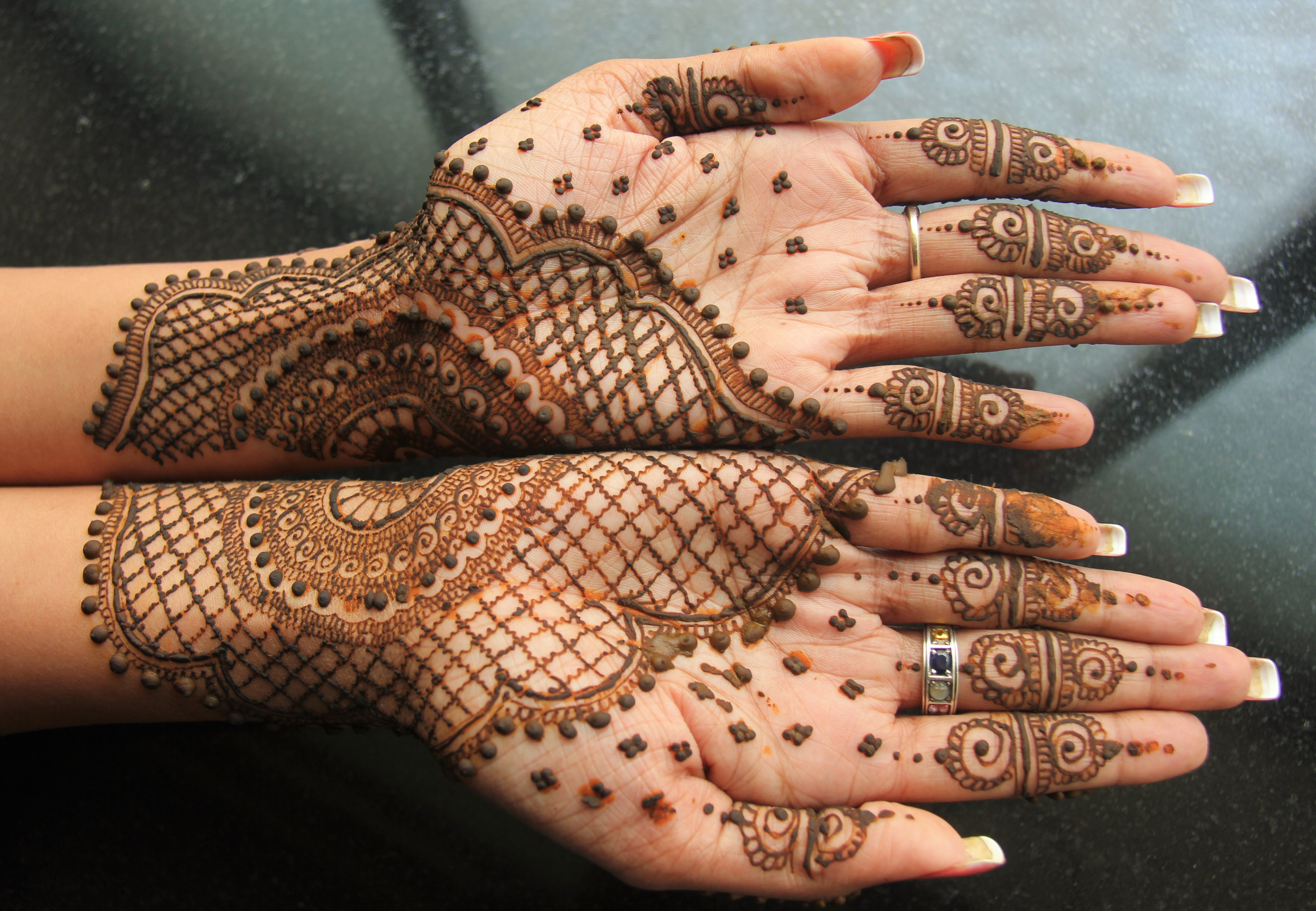

يعد الرسم على الجسد أو ما يسمى أحيانًا بطلاء الجسم، شكل من أشكال فن الجسد. فهو طلاء مؤقت يرسم على الجلد البشري على خلاف الوشم، ويستمر لعدة ساعات فقط في الغالب في حالة النقش أو «الحناء» يستمر لبضعة أسابيع على عكس أمثاله من أشكال فنون الجسم كالوشم وغيره. ويسمى أيضا طلاء الجسم الذي يقتصر على الوجة فقط برسم الوجه. ويشار إالى الرسم على الجسم على أنه (شكل من اشكال)الوشم المؤقت، حيث يشار للرسم على جزء كبير من الجسم أو كامل الجسم بطلاء الجسم، في حين يشار إلى الرسم الصغير أو الرسم الذي يحتاج إلى تفاصيل بالوشم المؤقت. ويعتبر الرسم على الجسد من أقدم أساليب النقش التي مارسها الإنسان منذ عصوره الأولى ، إذ كان الرسم على الوجه بالذات يعد طارداً للأرواح الشريرة.

## التاريخ

### الرسم على الجسد في التطور البشري
أشار جوردانيا جوزيف مؤخرًا إلى أن الرسم على الجسم، بجانب الرقص والغناء والدوس الإيقاعي بالأرجل وقرع الطبول قد صممت من قبل عوامل الانتقاء الطبيعي كوسيلة لإعادة الوعي والنشاط لأفراد المجموعة وإنعاش جو المعركة والشعور بنشوتها وذلك بممارسة مثل هذه الأنشطة.ففي مثل هذه الحالة كان أعضاء المجموعة يفقدون فرديتهم، ويتحدون بهوية جماعية مشتركة وذلك من أجل تخفيف حدة الإحساس بالخوف والألم حيث كانت هذه الأنشطة معنية بالكامل لمصلحة المجموعة. فلقد كانت هذه الحالة أمر لابد منه لبقاء الإنسان البدائي على قيد الحياة من أجل الدفاع عن أنفسهم من الحيوانات المفترسة بعد تحولها من الأشجار الآمنة نسبيًا إلى الأرض الأكثر خطورة. ووجد أول طلاء للكهوف من قبل عشرات أو ربما مئات آلاف السنين حيث تعتبر هذه الكهوف كأول الأمثلة على استخدام مواد الطلاء (ثاني أكسيد والمنغيز والعكر). وبذلك افترض بعض العلماء ان أسلاف البشر استخدموا مواد الطلاء لاطلاء اجسامهم.

### الرسم التقليدي على الجسد
إن طلاء الجسم بالطين والصبغات الطبيعية الأخرى موجودة في معظم الثقافات القبلية، إن لم تكن كلها. وكثيرًا ما يوضع خلال الاحتفالات، ولايزال هذا النموذج القديم بين السكان الأصليين لأستراليا قائمًا، كما في نيوزيلندا، جزر المحيط الهادي وأجزاء من أفريقيا أيضًا. وهناك أيضا شكل شبه دائم من أشكال الرسم على الجسم يعرف بالنقش يستخدم فيه الأصباغ المصنوعة من الحناء (والذي يسمى أيضًا ب«وشم الحناء»), والذي كان ولايزال يمارس في الهند والشرق الأوسط وخاصة على العرائس. فمنذ أواخر التسعينات أصبح للنقش شعبية كبيرة بين النساء الشابات في العالم الغربي.
وتستخدم الشعوب الأصلية لأمريكا الجنوبية عادة الأنتو، أو الهويتو، أو الفحم الرطب لتزيين وجوههم وأجسامهم. فالهويتو شبه دائم، ويستغرق عادة عدة أسابيع لهذا الصبغ الأسود حتى يتلاشى.
فمنذ قرون كان الممثلون والمهرجون حول العالم يرسمون وجوههم -وأجسامهم أحيانًا، وهم مستمرين بذلك إلى يومنا هذا.ولقد تطور الرسم على الوجه ليصبح مايعرف اليوم بمستحضرات التجميل.

## الرسم الحديث على الجسد

### فن الرسم على الجسد التشكيلي
أشهر من احتفى بالجسد الإنساني الرسام والنحات الإيطالي مايكل أنجلو (1475 – 1564) الذي كان يعتبر أن جسد الإنسان العاري هو الموضوع الأساسي للفن، مما دفعه إلى دراسة أوضاع الجسد وتحركاته ضمن البيئات المختلفة، حتى أن جميع فنونه المعمارية كانت تحتوي على شكل إنساني من خلال نافذة أو جدار أو باب.
وتمكن مايكل أنجلو من نحت الجسد مبرزا أدقَّ التفاصيل فيه حتى كاد يُنطقه، كما احتفى الرسام الإيطالي ليوناردو دافنشي (1452 – 1519) بهذا العنصر المادي حين رسم الجسد الإنساني وقام بتشريحه.

## الرسم على الوجه

### الاستخدام في الجيش
((تستخدم الالوان التي تحاكي نوع البيئة المحيطة مثل اللون الأخضر في الغابات))

### الاستخدام في مصارعة المحترفين
((تستخدم في اتحاد المصارعة wwe وهي للترفية ولتجسيد انطباع أكثر للشخصية))

## وسائل الإعلام
((مثل الغناء أو الرقص أو التمثيل وحتى الإعلانات التجارية لتقريب الشخصية للمستهلك أو المشاهد))